# Preaek Lieb
Preaek Lieb es una comuna (khum) del distrito de Russey Keo, en la provincia de Nom Pen, Camboya. En marzo de 2008 tenía una población estimada de 14 814 habitantes.
Se encuentra ubicada junto a los ríos Mekong y Bassac, al sur del lago Sap (Tonlé Sap).